# 1966년 일본 자유민주당 총재 선거
1966년 자유민주당 총재 선거(일본어: 1966年自由民主党総裁選挙)는 1966년 12월 1일에 실시된 자유민주당 총재를 선출하기 위한 선거다.

## 과정
사토 에이사쿠의 총재 임기가 만료되자 치러진 선거로 히비야 공회당에서 진행됐다. 후지야마 아이이치로가 재선에 나선 사토의 대항마로 나섰다.

## 후보자
입후보제가 아니었기에 선거 활동을 한 의원들을 모두 표시했다.
| 사토 에이사쿠                                                              | 후지야마 아이이치로                                                        | 노다 우이치                                        |
|                                                                            |                                                                            |                                                    |
| 중의원 의원(7선, 야마구치현 제2구) 내각총리대신(1964-현직) 총재(1964-현직) | 중의원 의원(3선, 가나가와현 제3구) 외무대신(1957-1960) 총무회장(1963-1964) | 중의원 의원(5선, 기후현 제1구) 건설대신(1951-1952) |
| 주산회(사토파)                                                             | 애정회(후지야마파)                                                         | 무파벌                                             |
| 야마구치현                                                                 | 도쿄부                                                                     | 기후현                                             |

## 결과
사토가 60%가 넘는 득표율을 올리면서 압승했지만 반사토의 기치를 내걸었던 후지야마가 나카소네파·마쓰무라파의 지원을 받아 89표를, 마찬가지로 반사토를 내세운 노다가 9표를 얻었다. 마에오파는 자주 투표를 결의했지만 실제론 반사토 성향이던 오히라 마사요시의 주도하에 파벌 영수인 마에오에게 투표하여 마에오도 47표를 받았다.
자민당 총재 선거에서 입후보제가 도입된 건 1970년대의 일로 이 당시엔 입후보 표명 여부와 무관하게 자민당 소속 의원에 대한 표는 모두 유효표로 산정되었다.
| 후보자              | 득표수 | 득표율 |
| ------------------- | ------ | ------ |
| 사토 에이사쿠       | 289    | 64.22% |
| 후지야마 아이이치로 | 89     | 19.78% |
| 마에오 시게사부로   | 47     | 10.44% |
| 나다오 히로키치     | 11     | 2.44%  |
| 노다 우이치         | 9      | 2%     |
| 고사카 젠타로       | 2      | 0.44%  |
| 기시 노부스케       | 1      | 0.22%  |
| 마쓰무라 겐조       | 1      | 0.22%  |
| 무라카미 이사무     | 1      | 0.22%  |
| 합계                | 450표  | 100%   |
| 유효 투표수         | 450표  |        |
| 무효표·백표         |        |        |
| 유권자 수           |        | 100%   |